# Thailand Research Fund
Der Thailand Research Fund (Thai: สำนักงานกองทุนสนับสนุนการวิจัย, kurz: TRF) ist eine staatliche Organisation in Thailand, die der Forschungsförderung dient.
Der Sitz befindet sich an der Phahonyothin-Straße im Bezirk (Khet) Phaya Thai in Bangkok.

## Ziele und Aufgaben
Oberste Ziele des Thailand Research Fund sind
- Ausbildung professioneller Forscher und Stärkung der Forschungslandschaft in Thailand
- Forschungsförderung für Projekte, die die Entwicklung des Landes voranbringen
- Unterstützung bei der Anwendung und Verbreitung von Forschungsergebnissen
- Mittelaufbringung für die nationale Forschung und Entwicklung

Die Organisation führt keine eigene Forschung durch, sondern unterstützt Forschungsaktivitäten gemäß seinen Richtlinien. Die Organisation wird durch Rat gelenkt, dessen Vorsitzender durch das Kabinett bestellt wird und dem prominente Personen der Öffentlichkeit angehören. Die Arbeit des Funds wird durch einen Aufsichtsrat überwacht. Dabei genießt der Fund eine weitgehende Autonomie und kann flexibel auf neue Entwicklungen reagieren. 

## Forschungsprogramme
Der Thailand Research Fund unterhält zahlreiche Programme der angewandten und der Grundlagenforschung. Dazu gehören Programme für die Entwicklung der Landwirtschaft, der Öffentlichen Wohlfahrt, der Industrie und ein so genanntes Programm des goldenen Thronjubiläums, das zu Ehren von König Bhumibol Adulyadej ins Leben gerufen worden ist.

### Landwirtschaft
Das Programm für die landwirtschaftliche Forschung dient einerseits der Gewinnung neuer Erkenntnisse, z. B. beim wirtschaftlichen Anbau von neuen Sorten, hochwertigen Nutzpflanzen, Wasserkulturen und Viehzucht. Andererseits hilft es beim regelmäßigen Austausch von Informationen und Wissen zwischen den Fachleuten und den Landwirten.

### Öffentliche Wohlfahrt
Die Programme der öffentlichen Wohlfahrt konzentrieren sich auf Forschung und Technologie der  Abfallwirtschaft und des Recycling sowie geeigneter Management-Strukturen. Wert wird auf nachhaltige Entwicklung und saubere Technologien gelegt. 
Geförderte Programme sind unter anderem:
- Biodiversität
- ein Informationszentrum zur Wasserwirtschaft
- Projekt zur Akkreditierung von Krankenhäusern
- Programm zur Verbreitung und Koordinierung von Chemie-Informationen

### Industrie
Das Industrieprogramm wirkt als Koordinator zwischen den Forschungsinteressen der Institute und dem Bedarf des privaten Sektors. Dabei wird die Industrie als strategischer Partner betrachtet, der in den Forschungs-  und Entwicklungsbereich des Landes investiert. Ein Synergieeffekt wird erreicht durch die Kombination von Ausbildung und Forschungs- und Entwicklungstraining an den Universitäten. 
Die beiden Programme IRAS (Industry Research Associate Support) und IPUS (Industrial Project for Undergraduate Support) helfen dabei, Ingenieurstudenten für technische Anwendungen der Industrie zu interessieren und den Industriesektor auf das Forschungspotential von Thailand aufmerksam zu machen.

### Grundlagenforschung
Das Programm zur Grundlagenforschung dient der Erhöhung der Forschungskultur im Land und will junge Menschen anregen, eine Forschungskarriere einzuschlagen. Der Thailand Research Fund wirkt dabei zusammen mit den Universitäten und dem privaten Sektor.

## Geschichte
Der Thailand Research Fund wurde durch den Research Development Endowment Act unter der Regierung von Anand Panyarachun errichtet. 
Seit seiner Errichtung wurden von unabhängigen Einrichtungen mehr als fünf Audits zur Messung der Effizienz und Effektivität des Funds durchgeführt. Das System des Forschungsmanagement des Thailand Research Fund erreichte dabei stets sehr gute Werte.